# お台場海浜公園
お台場海浜公園（おだいばかいひんこうえん）は、東京都港区台場にある東京都港湾局が所管する都立の海上公園（海浜公園）である。旧防波堤と台場公園に囲まれている入り江を利用しており、潮風公園、台場公園、シンボルプロムナード公園と隣接する。

## 概要
かつては貯木場であったが、昭和40年代から公園としての整備が開始され、1975年に開園し、1996年（平成8年）に今の形でリニューアルオープンした。所管は東京都港湾局で、現在は指定管理者に管理を委任している。
人工の砂浜や展望台、ボート施設、シャワー・ロッカーつきのマリンハウスなどがあり、都心に近い憩いの場として親しまれている。公園内には、パリの自由の女神像が「日本におけるフランス年事業」の一環として1998年4月29日から1999年5月9日まで設置されていたが、好評を博したため、その後、フランス政府公認のブロンズ製のレプリカが2000年に設置された。
磯浜エリアでは釣りができる。浜辺エリアでは無料で潮干狩りができるが、遊泳・釣りは禁止されている。特に、遊泳に関しては降雨時に合流式下水道の未処理水が放出される際の影響で、大腸菌群の検出数が環境省の海水浴場水質判定基準をクリアできないレベルに達することもあることに留意する必要がある。
レインボーブリッジ、東京都心の夜景を見ることができる。『踊る大捜査線』シリーズや『激走戦隊カーレンジャー』、『浅見光彦シリーズ23　日光殺人事件』、『下北サンデーズ』などテレビドラマの撮影地となることが度々ある。
東京都の都鳥であるユリカモメやカルガモ、スズガモなどが越冬している。
夏季に浜辺沿いでよく見られる跳ねている魚は「ボラ」である。
都は2025年度、公園の水域に、高さ150メートル、横幅250メートルの世界最大級の噴水を新たに整備する計画を発表した。総整備費は、およそ26億4000万円に上り、維持管理には、年間1億5000万円から2億円を見込んでいることを明らかにした。都の試算によると、噴水によって、台場地区を訪れる人は年間で250万人増え、毎年98億円の経済波及効果が見込まれるのだという。

## ギャラリー

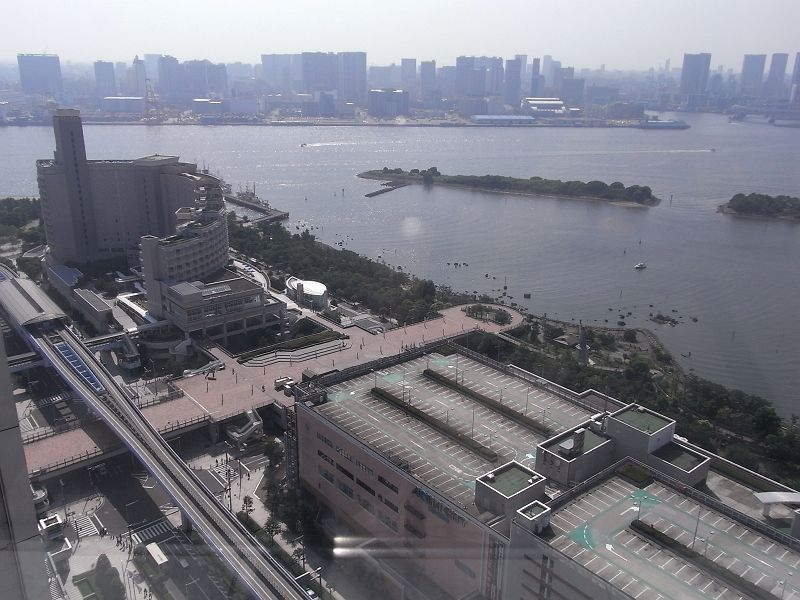
上空から見たお台場海浜公園（2008年7月4日）
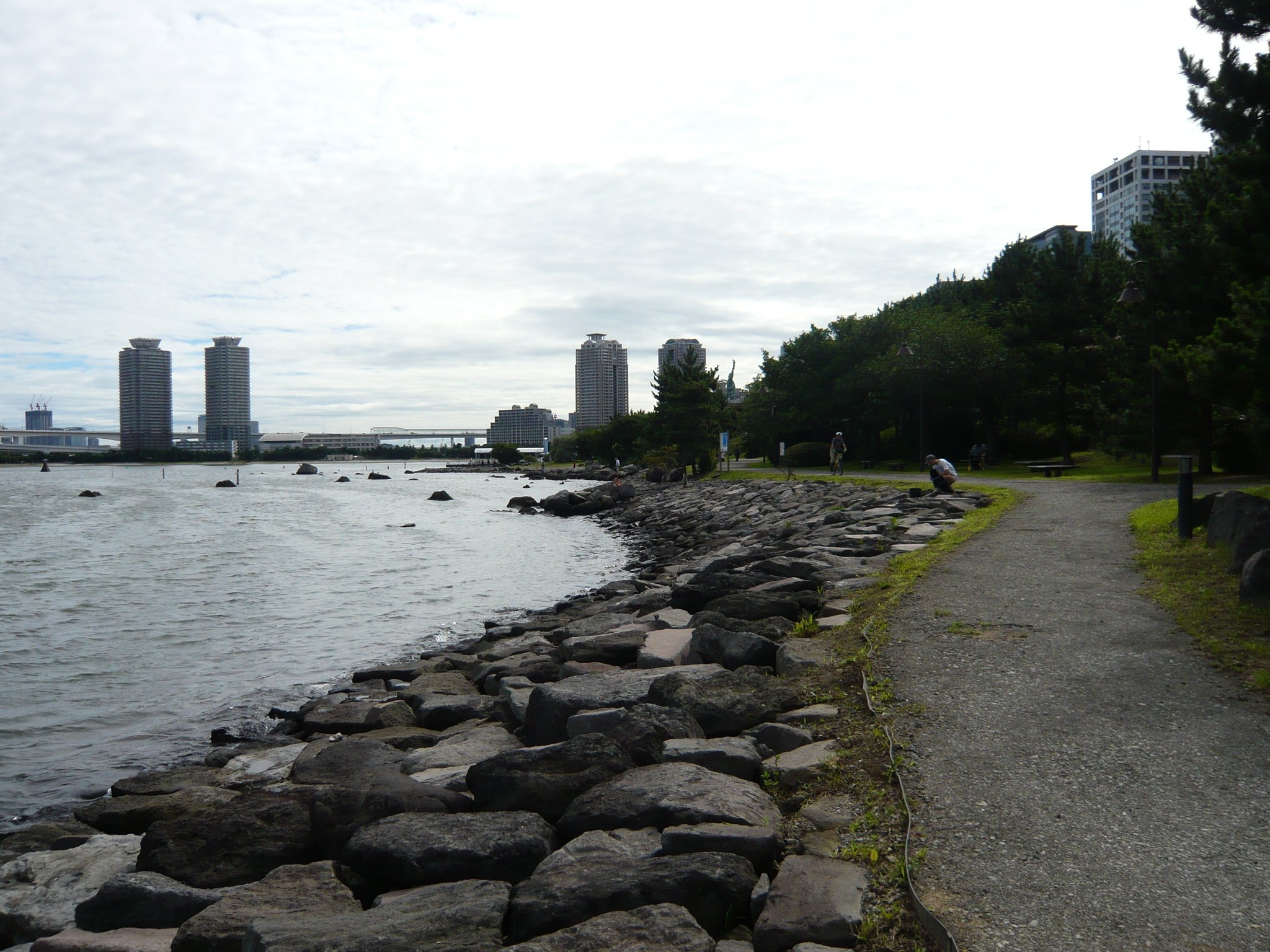
磯浜エリア
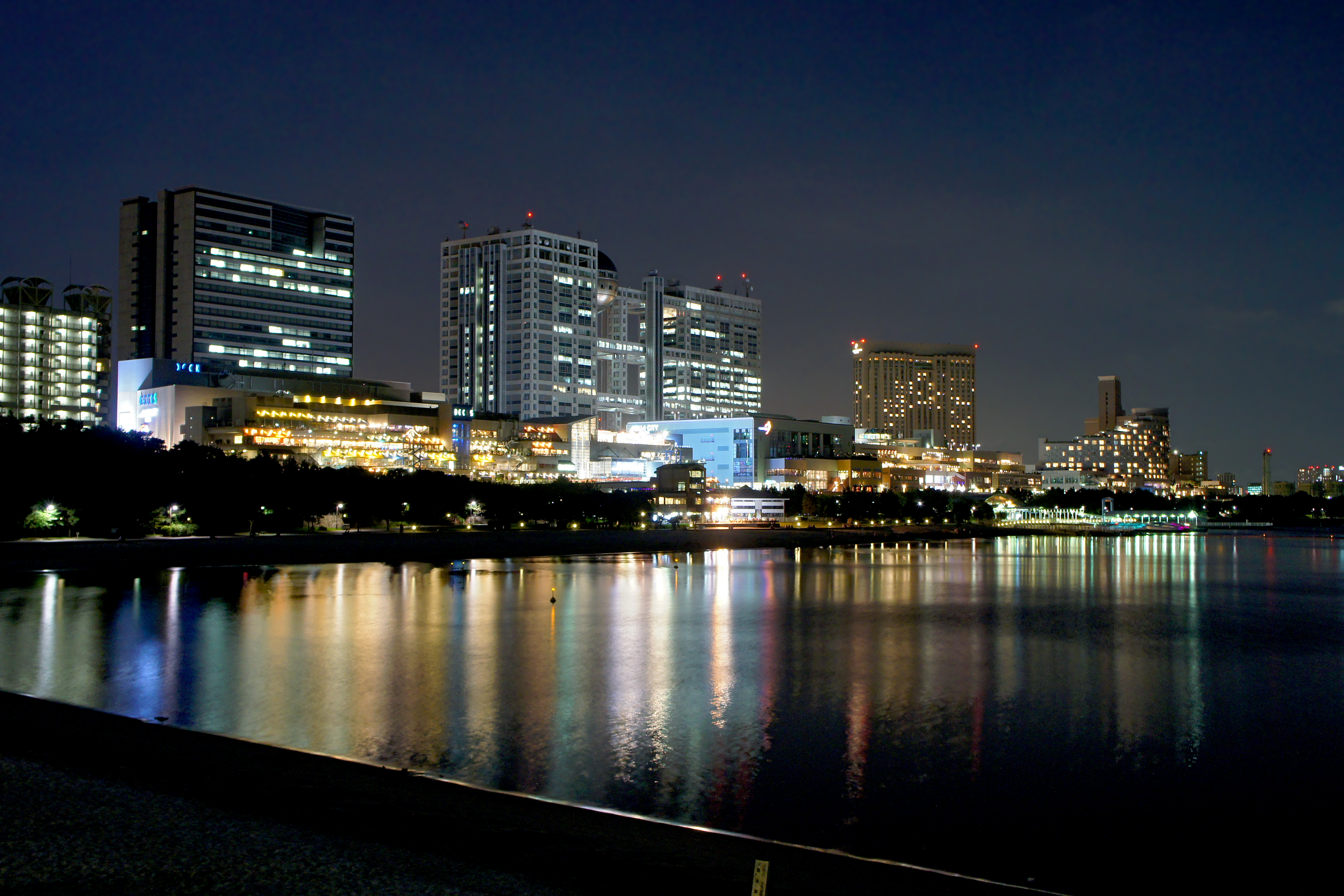
夜の浜辺エリア
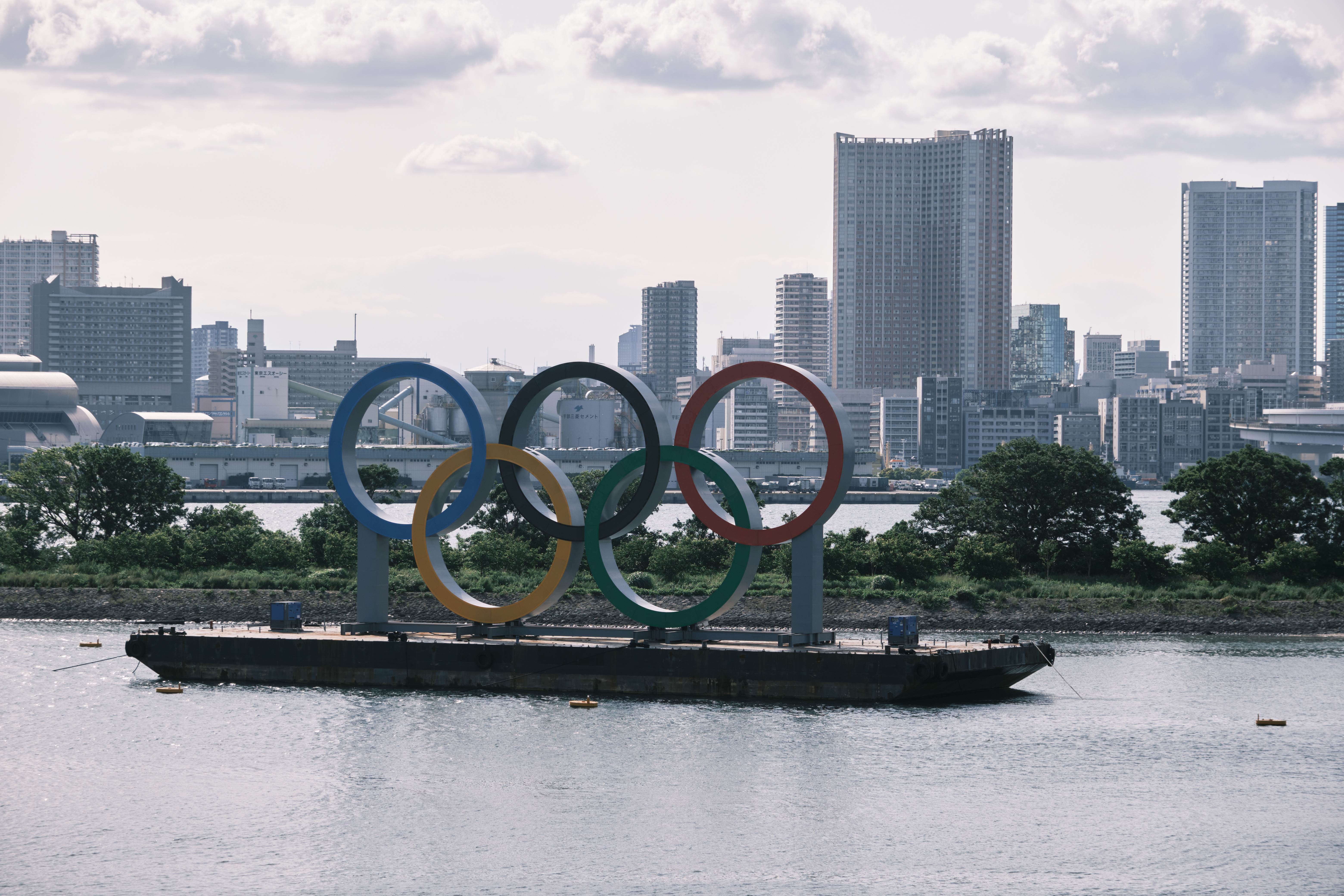
2020東京オリンピック時に設置されたモニュメント（現存せず）
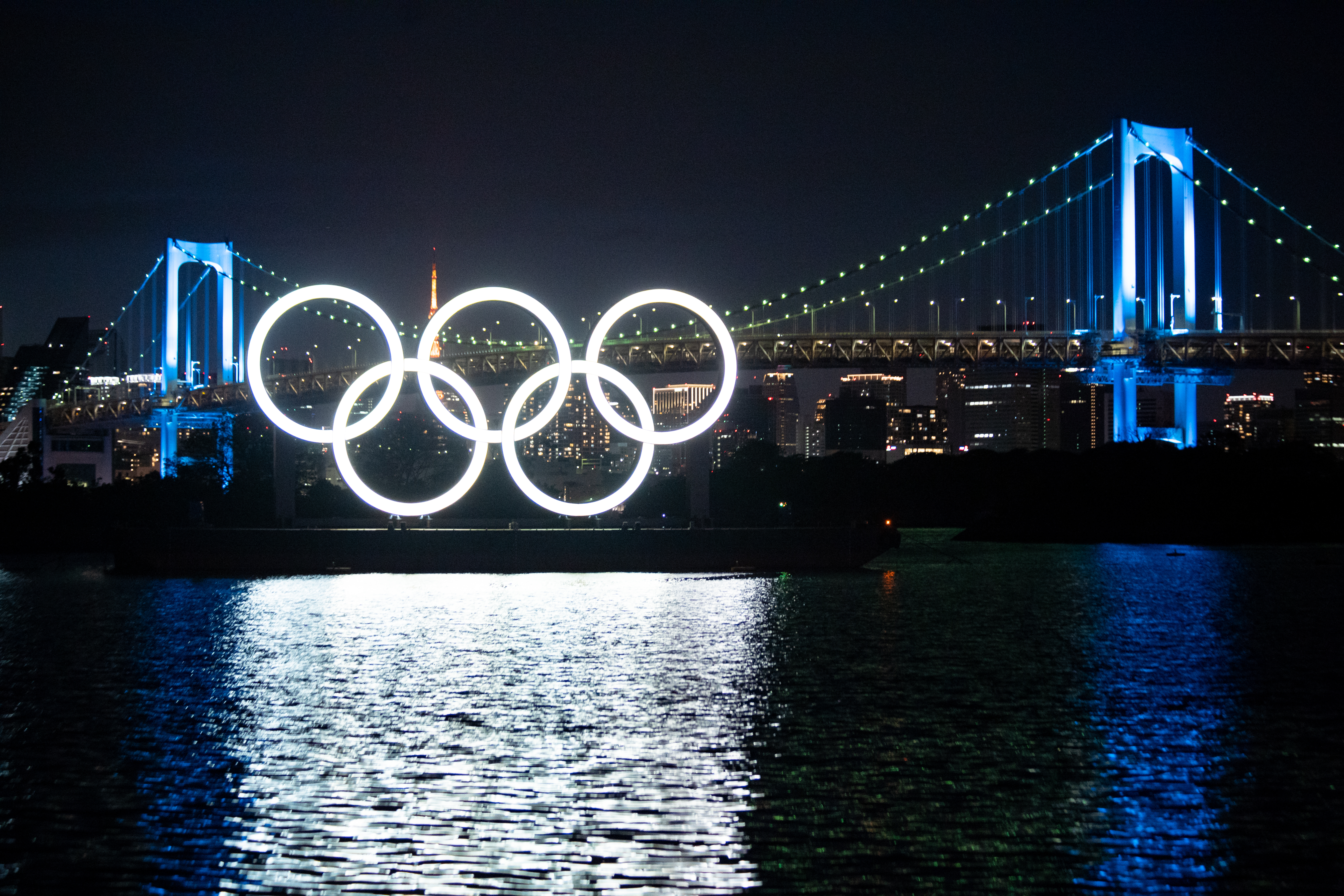
2020東京オリンピック時に設置されたモニュメント（現存せず）
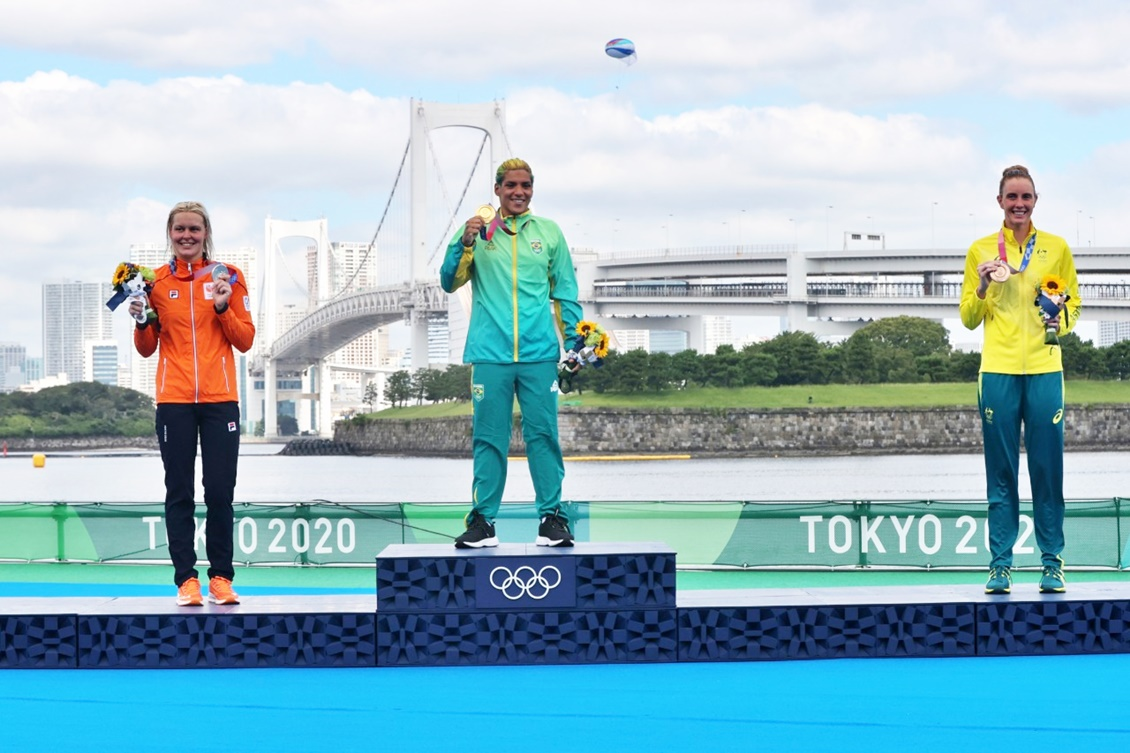
2020東京オリンピックオープンウォーター10kmの表彰式

## イベント

### 恒例
- 東京ドラゴンボート大会（5月の第3週目の日曜日）
- 海の灯まつりinお台場（7月中旬）
- 日本トライアスロン選手権（10月または11月）
- 台場海浜マラソン（12月上旬）
- お台場レインボー花火（11月下旬 - 12月下旬）

※お台場海浜公園で行われるわけではないが、毎年東京湾大華火祭の際は砂場がビニールシートで被われるほど、多くの観覧者が来園する。

### 限定
- 2020年東京オリンピック・パラリンピック - トライアスロン（オリンピック）（2021年7月26日-31日）、競泳オープンウォータースイミング10km（8月5日）、トライアスロン（パラリンピック）（8月28日-29日）

## アクセス
- ゆりかもめ：お台場海浜公園駅から徒歩3分。
- 都営バス　最寄りバス停「お台場海浜公園駅前」
  - 海01：東京テレポート駅／豊洲駅・門前仲町ゆき
  - 波01出入：東京テレポート駅／品川駅港南口ゆき
- 京浜急行バス
  - 横浜駅東口・横浜シティ・エア・ターミナル（YCAT）ゆき
- kmモビリティサービス
  - お台場レインボーバス：田町駅東口・品川駅港南口行
- 日の丸自動車興業
- 海上バス（水上バス）：お台場海浜公園
  - ハーバークルーズ：日の出桟橋←→お台場海浜公園
  - お台場ライン：日の出桟橋←→晴海←→お台場海浜公園
  - 浅草・お台場ライン（ヒミコ航路）：浅草←→お台場海浜公園
  - アーバンランチ：アーバンドックららぽーと豊洲←→お台場海浜公園←→芝浦アイランド
  - リザーブドクルーズ：横浜ぷかりさん橋←→羽田空港←→お台場海浜公園
- 東京水辺ライン（東京都公園協会）両国←→お台場海浜公園

## 他の近隣施設
- デックス東京ビーチ
  - 東京ジョイポリス
- アクアシティお台場
- ヒルトン東京お台場
- お台場レインボー公園
- フジテレビ